# Zamek w Połonnem
Zamek w Połonnem – zamek zbudowany w XIII w., w miejscu gdzie rzeka Chomorzec wpływa do Chomory.

## Historia
Za panowania książąt ruskich w XIII wieku istniał w tym miejscu warowny zamek. Układ zawarty pomiędzy królem Polski Kazimierzem Wielkim a Lubartem, księciem włodzimierskim w 1366 r., wymienia oddane księciu grody, w tym Połonne. W kolejnych latach warownia należała do Korony Królestwa Polskiego i do przedstawicieli rodziny Lubomirskich, którzy otrzymali go w nagrodę za zasługi.
Kozacy dowodzeni przez Maksyma Krzywonosa w 1648 r. napadali na zamek. Po desperackiej obronie miasto poddało się. Szlachta uciekła z Połonnego. Napastnicy wymordowali obrońców zamku oraz 10 tys. żydowskich mieszkańców, co ze szczegółami opisał Natan Hannower w osobnym rozdziale swojej kroniki Jawen mecula.
23 listopada 1781 r. król Polski Stanisław August Poniatowski, podczas powrotu z Kamieńca Podolskiego, gościł w zamku, uważanym wówczas za fortecę. Króla gościł ówczesny dziedzic ks. Kalikst Poniński, kawaler maltański. W 1792 r. przed przewidywaną wojną z Rosją zamek został wzmocniony. Pod koniec XIX w. z zamku pozostały resztki wałów, duże fragmenty lochów i jedna niewielka baszta.

## Wyposażenie
Około 1640 r. Stanisław Lubomirski, wojewoda krakowski wzmocnił zamek wałem i murem oraz wyposażył w działa i akcesoria obronne. Wojewoda zaopatrzył zamek 400 ludźmi załogi i w żywność na trzy lata. Załogę stanowili wówczas m.in. puszkarze i cztery setki piechurów